# Asterix in Indus-land
Asterix in Indus-land is het 28e stripalbum in de Asterix-stripreeks. Het verhaal is zowel geschreven als getekend door Albert Uderzo.

## Verhaal
De Galliërs vieren een feest ter ere van hun nieuwe dorp (hun vorige was aan het einde van De zoon van Asterix platgebrand). De speech die Heroïx wil geven wordt onderbroken door Kakofonix, wiens gezang een regenbui veroorzaakt. Door de regen valt plotseling een vreemde bruine man met een tapijt uit de lucht, waarbij de man eerst twee bekvechtende vrouwen over het tapijt tot bedaren moet brengen door hen door de lucht te laten vliegen op het tapijt, bewijzend dat het zijn tapijt is.
De man stelt zich voor als Wiesda. Hij komt uit een ver land, genaamd Indus-land (India) en is naar Gallië gekomen om een oplossing te zoeken voor een dringend probleem. Toen hij hoorde zingen en regenen, denkt de fakir de oplossing in de zingende regenmaker (Kakofonix) gevonden te hebben. In zijn land heeft het al in geen tijden meer geregend en de bevolking is wanhopig. Als het niet binnen 1001 uren gaat regenen, zal prinses Orinjade, dochter van de Rajah, worden gedood als offer aan de weergoden. Dit alles is in feite een kwaadaardig plan van de grootvizier Werda, die op deze manier de enige erfgenaam van de Rajah uit de weg wil ruimen zodat hij zelf de troon kan overnemen (terwijl hij dit uitlegt laat hij Obelix flauwvallen van het schrikken als hij hoort dat Wiesda dagen zonder eten kan). 
Eerst wil Kakofonix niet geloven dat het kan regenen als hij zingt, maar wanneer hij van wal steekt in de hut van Heroïx, regent het wel degelijk, en nog wel binnen in de hut.
Kakofonix beseft achteraf dat het waar is en gaat dan maar akkoord. Ook Asterix en Obelix gaan mee, waarbij Wiesda belooft zo vaak te stoppen voor eten als nodig voor Obelix. Nauwelijks vertrokken laat Hoefnix ontvallen Kakofonix reeds te missen.
De reis brengt hen over Rome (een zieke Julius Caesar groetend, die denkt te ijlen daar ze voorbij zoeven op het vliegend tapijt), Athene (waarbij Obelix nostalgisch denkt aan hun avond in de herberg tijdens de Olympische Spelen), en worden ze beschoten boven Tyr (kusten van de huidige Tyrreense Zee). Onderweg komt de groep de piraten tegen die ze wederom van hun eten beroven, en stort Wiesda neer op een Grieks handelsschip (en Wiesda dronken raakt van zijn duik in een wijnamfoor). Kakofonix, in een poging Wiesda uit zijn roes te krijgen, zingt opnieuw, maar daardoor belandt het schip in een zware storm en moeten Asterix en Obelix het schip nadien van een strand duwen. Enige tijd ontnuchteren later (terwijl de hikkende Wiesda de rit hobbelend weer aanzet) regent het opnieuw, deze keer echter zonder toedoen van Kakofonix. Tot een bliksem in het tapijt slaat en Wiesda een noodlanding in de Eufraat moet maken. Bij een Perzische tapijtenwever pogen onze vrienden het beschadigde tapijt te laten herstellen (die Obelix als een poncho over zijn lijf heeft getrokken, met het gat groot genoeg zijnde om zijn hoofd er door te steken), welke deze weigert daar het geen Perzisch tapijt is, noch ze voor een tapijt kunnen betalen. Wanneer de Scythen echter dreigen het dorp te brandschatten, biedt de wever een tapijt aan als betaling voor hun bescherming. Na een kletterende overwinning en een feestmaal (waarbij Obelix een kameel en een dromedaris verorbert en Wiesda 'genoeg heeft aan een steureitje') reist het gezelschap verder, het laatste stuk voor Indus-land zonder verdere noemenswaardige incidenten afleggend.
Eenmaal in India aangekomen is er nog maar 30 uur om het te laten regenen, dus gaat iedereen zo snel mogelijk aan het werk. Tot overmaat van ramp blijkt Kakofonix zijn stem te zijn verloren door de barre tocht, tot woede van de bevolking. De Indische dokters proberen hem te helpen met onder andere een bad van olifantmelk. Werda hoort van de zaak, en stuurt zijn helpers om hem te ontvoeren, door hem achter te laten op een olifantenkerkhof, rekende dat de olifanten hem wel zullen verpletteren. Asterix en Obelix weten na een lange tocht, in gezelschap van olifantenmenner Kohlosahl, door de jungle Kakofonix terug te vinden, terwijl Wiesda door een andere fakir, Dankewi, tegen wordt gehouden. Omdat hij door het 'bad' als een olifant ruikt, is hij echter een gewisse dood bespaard gebleven.
Het gezelschap keert net op tijd terug in de stad om de executie van de prinses tegen te houden. Kakofonix krijgt zijn stem terug door een dosis toverdrank, en kan het eindelijk laten regenen.
Dankewi en Werda druipen letterlijk af, en de Indus loopt volledig vol waarin de mensen zich massaal gaan baden.
Als dank voor hun hulp geef de Rajah een groot feest. Hoewel ze daar genoeg te eten hebben, maakt Obelix bekend dat hij heimwee heeft aangezien in hun dorp hun stamgenoten nu vast het gebruikelijke banket onder de sterrenhemel hebben. Op het laatste plaatje blijkt dit inderdaad het geval te zijn, en is een eenzame Hoefnix op de plek waar Kakofonix normaal gebonden zit of hangt te zien, treurend voor zich uit starend zijn 'vriend' te moeten missen.

## Notities
- Het album sluit aan bij het vorige ("De zoon van Asterix"), dat eindigde met het dorp platgebrand, maar door toedoen van Caesar en Cleopatra weer opgebouwd werd.
- Dit is het eerste album waarin de grap werd gebruikt dat Kakofonix slechte zangkunst regen veroorzaakt. De grap werd herhaald in De roos en het zwaard.
- Werda maakt een referentie naar zijn 'neef' Iznogoedh, een ander personage bedacht door René Goscinny, door te stellen dat hij "Maharadja wordt in plaats van de Maharadja": Iznogoedh heeft immers de ambitie kalief te worden in plaats van de kalief.
- De grote boosaardig lachende maan op de buik van Werda's gewaad toont andere gelaatsuitdrukkingen op bepaalde momenten, als een emoticon. De steek van Abraham Thuizentfloot, een personage uit de stripreeks Nero, toont bij momenten eenzelfde reeks emoties uit in de vorm van de schedel op zijn steek.
- Ofschoon de Nederlandse titel van het album spreekt over Indus-land gaat Asterix eigenlijk naar de vallei van de Ganges, waarin ook vandaag nog de Indiërs massaal baden (en nog van alles doen), ongeacht hoeveel water er ook in moge staan.
- Tijdens hun duel in de lucht roepen Dankewi en Wiesda respectievelijk vervloekingen over elkaar uit waarbij de Indische goden worden aangesproken.
- De namen van de Indiërs zijn woordspelingen:
  - Wiesda: Wie is dat?
  - Werda: Wie is daar?
  - Dankewi: Dank je wel hoor (op zijn West-Vlaams: danke, wi!).
  - Raiah: verkorting van Maha Radja, oftewel de titel van een Indische vorst (maharadja).
  - Orangide: Oranjesap of "orangade".
  - Kohloshal: Kolossaal.
- Obelix zou in de film Asterix en de helden zich verlekkeren aan kameel en dromedaris wanneer hij alles op moet eten dat de kok Mannekenpix voorschotelt. Als verwijzing naar het album werden deze twee gangen toegevoegd aan de reeks maaltijden.
- De torenwachtster citeert meermaals een oud Indisch gedicht wanneer men vraagt wat ze ziet.
- Kohlosahl is diep onder de indruk van de kracht van Obelix, die zonder enig verpinken bavianen, een neushoorn, een tijger en (buiten beeld) nog van alles de baas is tijdens hun tocht door de jungle. Hij probeert hem van Asterix af te kopen, maar zelfs voor twee van Kohloshals beste olifanten scheept Asterix de Indiër af.
- Obelix ziet voor het eerst een olifant maar is weinig onder de indruk hoe ze met hun enorme kracht bomen omver duwen, wat hij met gemak doet met zijn handen. Daardoor begin Idéfix wel te huilen, waarna Obelix de boom snel weer terug zet.
- Ten tijde van de reis komen Asterix, Obelix, Kakofonix en Wiesda in Perzië aan, waar op dat moment het ruitervolk de Scythen aanvallen.
- Ook vliegen ze boven Tyrus, een bekende stad in Libanon, toentertijd Fenicië. Omdat men in Frankrijk de stad "Tyr" noemt en omdat "tyr'" Frans is voor schietbaan, wordt de stad in het stripverhaal beschouwd als een stad waar altijd geschoten wordt.
- In dezelfde scène schiet men met pijlen naar het tapijt en terwijl Asterix, Obelix en Kakofonix angstig de pijlpunten proberen te ontwijken zegt Wiesda dat zoiets wel went; op de plek waar hij zit steken meerdere pijlen overduidelijk in zijn zitvlak.
- In het verhaal spreekt de Griekse koopman Krakus met Griekse letters en spreekt ook hij over zijn Odyssee te schrijven, die niemand zal geloven. Dit verwijst naar de Odyssee van Odysseus, die na de Slag om Troje een avontuurlijke reis naar huis moet ondernemen.
- De scène waarin de prinses aan haar huishoudster Zus Anna vraagt of zij iets ziet aankomen, komt uit het Franse sprookje Blauwbaard. Zelfs de naam van de huishoudster is daar een letterlijke verwijzing naar.